# Godi

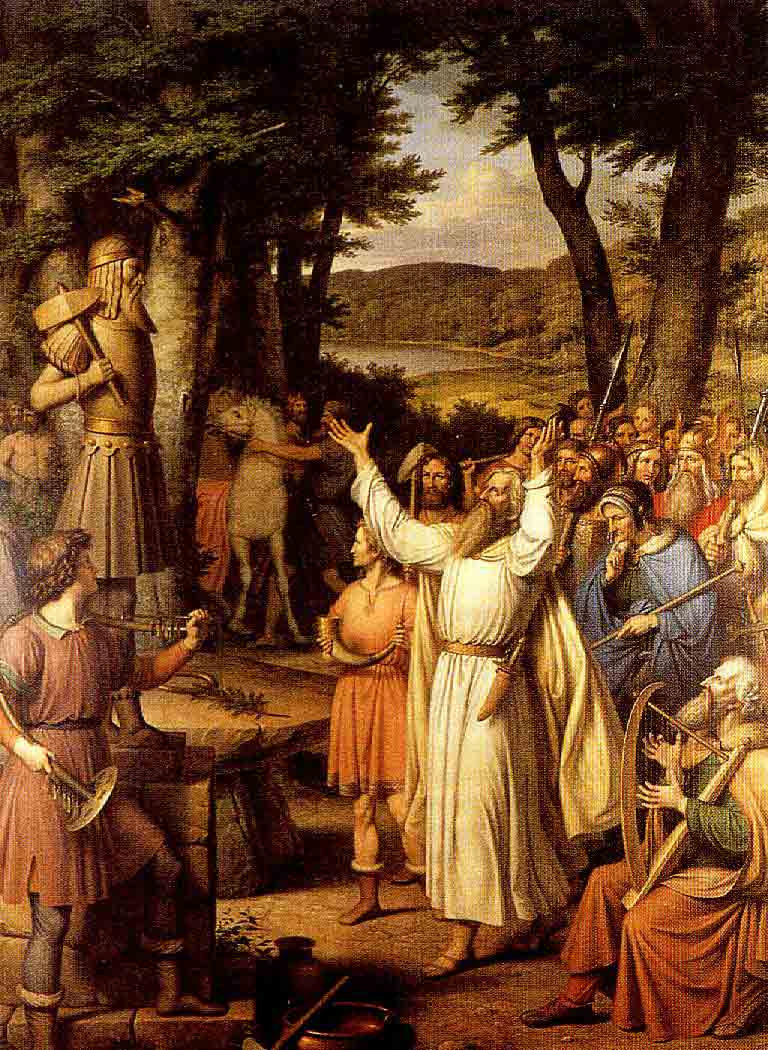
Um godi dirige um ritual religiosos dedicado ao deus Tor.
Quadro de J.L. Lund

Godi (em islandês: Goði; pl. Goðar) era um sacerdote da religião pagã nórdica, nos tempos anteriores à chegada do cristianismo aos países nórdicos, por volta do século X. Organizava e dirigia rituais, sacrifícios (Blót) e festas religiosas no seu território.

Atualmente em movimentos religiosos de reavivamento do neopaganismo germânico, os Goðar ainda desempenham papel de sacerdotes dirigentes ritualísticos.

## Islândia
Na Islândia, os godis eram não só líderes religiosos, mas também caudilhos locais, com um papel dirigente em matéria política, administrativa e judicial nos seus territórios, designados de godordos.

 Eram a classe superior da sociedade viquingue, acima dos bóndis (camponeses livres) e dos thrall (escravos).

## Suécia
Os únicos sacerdotes dos tempos do paganismo nórdico de que há notícia teriam sido os Frejsgodar (sacerdotes de Frei).